# Старые Армалы
Ста́рые Армалы́ (тат. Иске Армалы) — деревня в Елабужском районе Татарстана. Входит в состав Лекаревского сельского поселения.

## География
Находится в северной части Татарстана на расстоянии приблизительно 14 км на запад-северо-запад по прямой от районного центра города Елабуга у речки Анзирка.

## История
Основана в XVII веке. Упоминалась также как Малая Лисовка.

## Население
Постоянных жителей было в 1859 году — 336, в 1887—426, в 1905—423, в 1920—409, в 1926—442, в 1938—342, в 1949—245, в 1958—177, в 1970—170, в 1979—130, в 1989—313. Постоянное население составляло 35 человек (русские 83 %) в 2002 году, 35 в 2010.